# Dionisio Calco
Dionisio Calco o Dionysius Chalcus en su forma latinizada (Διονύσιος ὁ Χαλκοῦς en griego antiguo) fue un antiguo poeta elegíaco y orador ateniense.  Según Ateneo,  se le llamó Calco ("de bronce") porque aconsejó a los atenienses que adoptaran una acuñación en bronce (Libro XV.669d). Sus discursos no han sobrevivido, pero algunos fragmentos de sus poemas están citados por Plutarco (Nicias, 5), Aristóteles (Retórica, III. 2), y especialmente por Ateneo (XV, p. 668, 702; X, p. 443; XIII, p. 602). Los fragmentos conservados son principalmente elegías de tema simposiaco, caracterizados por metáforas muy elaboradas.
Plutarco atribuye a Dionisio Calco (o quizás a su hijo) el haber encabezado el grupo de colonizadores atenienses que fundó Turios en 444/3 a. C.
Los fragmentos de Dionisio Calco han sido recogidos y editados por Bruno Gentili y Carlo Prato y por M. L. West.